# Madonna dei sette veli
La Madonna dei sette veli è uno dei titoli con cui viene venerata Maria, ricordando un'apparizione avvenuta a Foggia nel 1731 a Sant'Alfonso Maria de' Liguori. È anche nota con il nome di Iconavetere.

## Storia

Processione per la Madonna dei sette veli, in occasione del 250º anniversario della visione della Madonna, nel 1981.

Nel 1062 Foggia era solo un piccolo borgo dell'antica metropoli dauna di Arpi ed esistevano pochi casolari arroccati intorno alla taverna del Gufo che si perdevano solitari nella campagna arroventata. A quel tempo nel territorio erano presenti parecchi laghetti e stagni, resti delle piogge invernali. Fu su una di queste pozze che ebbe inizio la storia della Madonna dei sette veli e, con essa inevitabilmente, la storia di Foggia.

Alcuni contadini, che conducevano i buoi all'abbeverata, videro tre fiammelle posate sulle acque. Incuriositi e timorosi, si avvicinarono a quella strana apparizione. Rinvennero, così, sepolta nella melma, una grande tavola avvolta in teli.

Dopo averla ripulita scoprirono che era un'icona che né l'acqua né le traversie del tempo erano riuscite a distruggere del tutto. Nonostante fosse degradata, si distingueva bene l'immagine della Vergine Madre di Dio nell'atto di offrire all'adorazione il suo figlio Gesù.

I contadini rivestirono l'immagine di veli nuovi e la portarono nella taverna del Gufo.

La casupola divenne ben presto il centro religioso e di pellegrinaggio della zona, e nei dintorni si costruirono molte case. I forestieri cominciarono ad affluire numerosi per venerare la Madre di Dio, ma anche per trafficare con i pastori abruzzesi che affollavano la zona da settembre a maggio.

La taverna del Gufo, con la sua preziosa icona, divenne il centro di un agglomerato che sia i forestieri che i paesani chiamavano volentieri Sancta Maria de Focis, a ricordo della Vergine Santa e delle tre fiammelle apparse sulle acque del lago.

Nel 1080 Roberto il Guiscardo volle che sullo stagno, dove era stato rinvenuto il sacro tavolo, fosse costruita una grande chiesa per venerare la sacra immagine. Appena ultimata, la chiesa venne elevata al rango di Chiesa Palatina e l'immagine della Vergine vi trovò la sua definitiva sistemazione.

Nel 1172 il tempio venne ampliato su interessamento di Guglielmo II di Sicilia, detto il Buono. Con la chiesa cresceva anche la città che divenne ben presto una delle più importanti del Regno.

La storia del santuario s'identificò con quella della città. Mentre la città s'ingrandiva, la chiesa veniva abbellita e arricchita di arredi, nuove rendite e privilegi. Tutti i Re, dai Normanni agli Svevi, agli Angioini fino agli Aragonesi, gli Spagnoli e, infine, i Borbone, considerarono quella di Foggia come una delle chiese più care.
Spesso Foggia ospitava le assemblee parlamentari di cui la sua chiesa era il momento religioso. Diverse volte i Principi Regnanti scelsero la Chiesa di Sancta Maria de Focis per i loro matrimoni.

Il re Carlo I d'Angiò, morto a Foggia nel 1285, volle che nella Chiesa di Santa Maria fossero sepolte le sue viscere.

Il Sacro Tavolo oggi si presenta tutto ricoperto da preziosi drappi riccamente ricamati. Verso la sommità si vede un'apertura ovoidale ricoperta di stoffa nera. È stata ritrovata in un lago da dei pastori dove attualmente quella zona si chiama piazza de lago.
Il 1731 fu un anno importante nella storia di questo santuario e di tutta la città. La chiesa collegiata di Foggia venne semidistrutta da un violento terremoto.

Il Sacro Tavolo era alloggiato nella chiesa di San Giovanni Battista. Il 22 marzo, giovedì santo, mentre il popolo era tutto raccolto nella partecipazione alla messa, si vide distintamente apparire nella piccola finestra ogivale del Sacro Tavolo il volto della Vergine Madre di Dio. Alfonso Maria de' Liguori, appresa la notizia, volle recarsi a Foggia per rendere omaggio alla Vergine Santissima.

Anche lui ebbe il privilegio di vedere la Madonna che appariva come una giovinetta di 13-14 anni col capo coperto di velo bianco, ma un'altra cosa importante è quella che Alfonso Maria de' Liguori sotto gli occhi dei partecipanti, come se fosse un predestinato, si sollevò dalla base.
Le apparizioni si rinnovarono fino al 1745. Nel 1782 la sacra immagine venne incoronata con decreto del Capitolo Vaticano e nel 1806, per volere di Pio VII, la chiesa di San Giovanni Battista fu illustrata col titolo di Basilica Minore. Infine, nel 1855, con la istituzione della diocesi di Foggia sotto Pio IX, la chiesa di Santa Maria de Focis venne elevata a cattedrale della nuova diocesi.

Le celebrazioni festive si svolgono due volte all'anno; dal 20 al 22 marzo per ricordare le apparizioni avvenute nel sec. XVIII e dal 13 al 16 agosto.

La chiesa, piena di opere d'arte, è stata molto rimaneggiata fra il XVI e XVIII secolo; conserva, tuttavia, molte tracce del medioevo.